# Monte Castello (Sestri Levante)
Il monte Castello è un rilievo dell'Appennino ligure che raggiunge i 265 metri s.l.m.

## Descrizione
La montagna sorge a breve distanza dal Mar Ligure ed è la principale elevazione del rilievo che, a partire dall'area quasi pianeggiante compresa tra Sestri Levante e Riva Trigoso, si protende nel mare fino alla Punta Manara.

## Geologia
È stato ipotizzato che la montagna e l'area circostante costituissero in passato un'isola, prima che lo stretto braccio di mare che la separava dalla terraferma venisse riempito dai sedimenti depositati dai torrenti Petronio e Gromolo, che oggi formano la piana alluvionale tra Sestri e Riva Trigoso. La prominenza topografica del monte è di 240 metri.

## Storia

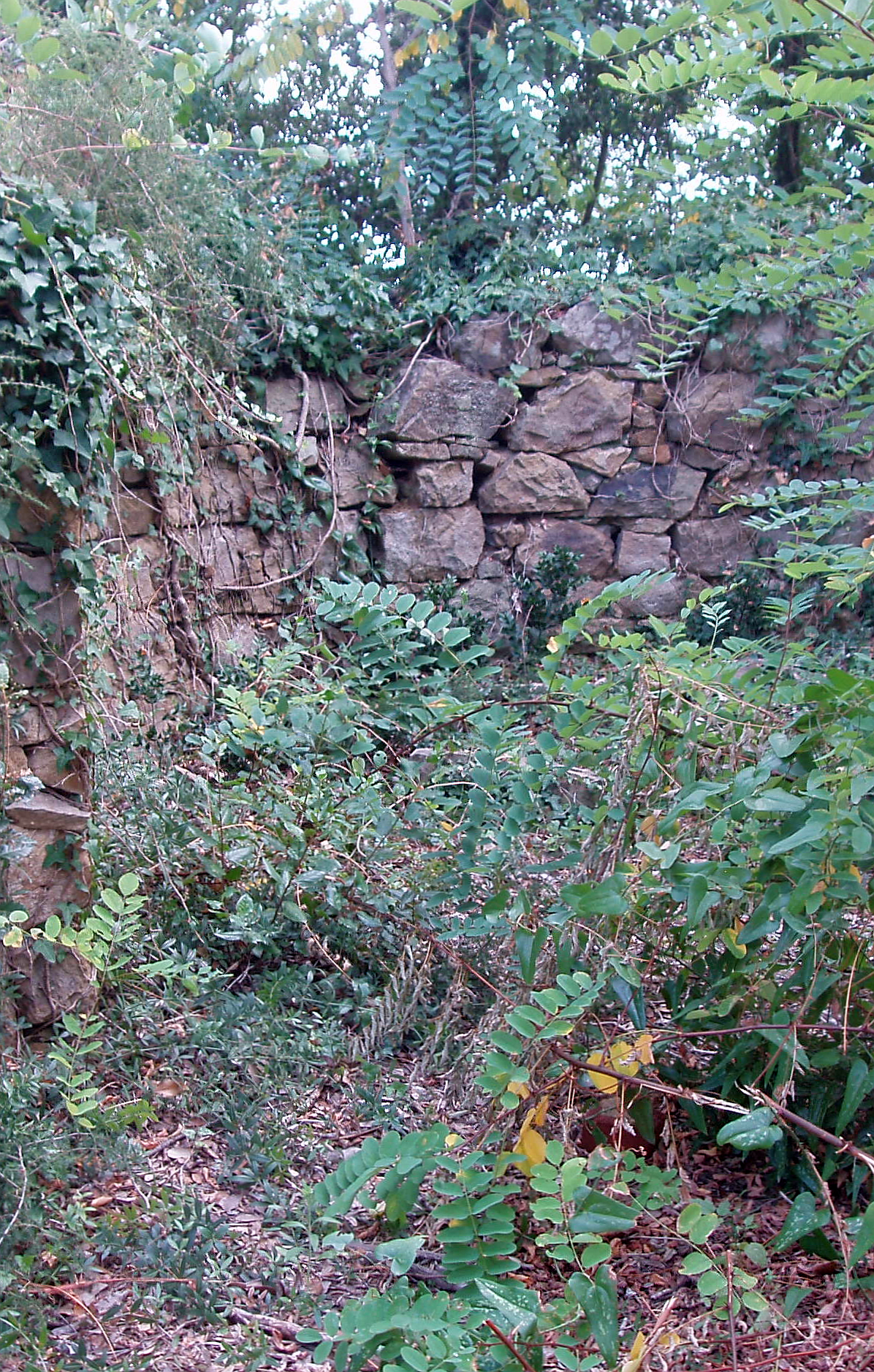
Rovine nei pressi della cima

Il toponimo del monte deriverebbe dalla presenza sulla sua cima di un castello o, più probabilmente, di una torre di osservazione, della quale rimangono solo alcune rovine. La torre avrebbe collegato con segnalazioni visive i vicini borghi costieri di Sestri e di Riva. I ruderi della torre sono difficilmente leggibili e allo stato non consentono di ricostruirne le caratteristiche edilizie. La cima del monte Castello era nota per essere un ottimo punto di vista su un vasto tratto di costa, vista che risulta però oggi limitata dalla vegetazione.

## Ambiente
A livello ambientale il monte Castello si caratterizza, nella sua zona più bassa ed in quella esposta a sud, per una rigogliosa vegetazione spontanea tipicamente mediterranea, inframmezzata da coltivazioni e in particolare da oliveti. Sul versante settentrionale della montagna predomina invece il bosco, con castagneti ed estese pinete. La zona conserva alcuni ambienti di particolare pregio naturalistico. Tra questi in particolare la lecceta presente sul versante sud-occidentale del monte fornisce l'habitat per alcune specie di artropodi protette nell'ambito della rete europea Natura 2000.

## Accesso alla vetta

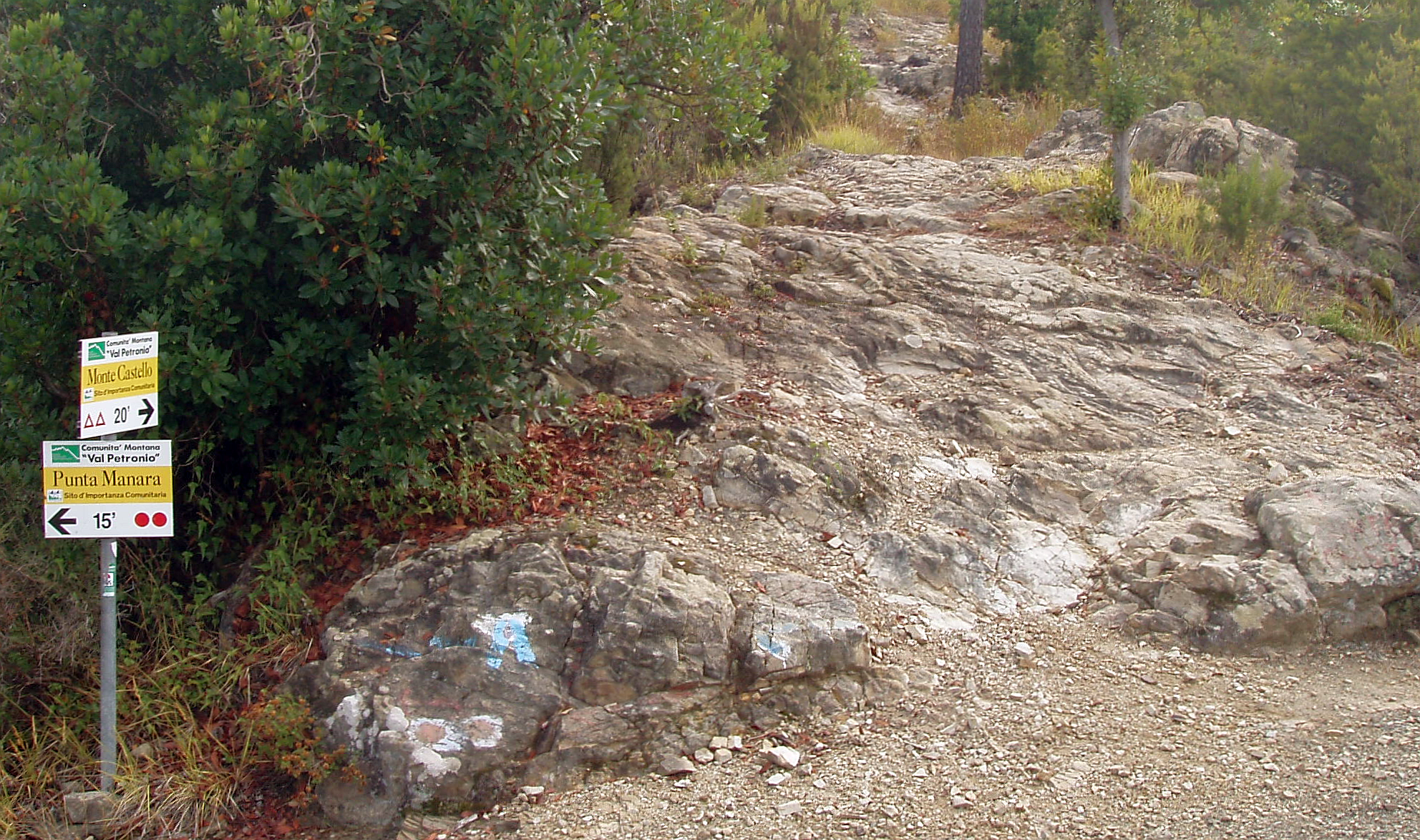
Segnalazioni escursionistiche per il Monte Castello

Al Monte Castello si può arrivare per sentiero sia dal centro di Sestri Levante che da Riva Trigoso, con una breve digressione dall'itinerario principale che congiunge le due località e che fa parte del Sentiero verde azzurro, un lungo itinerario escursionistico che copre tutta la Riviera di Levante.

## Punti di appoggio
- Bivacco Manara, gestito dalla Pro loco di Sestri Levante.